# Mensur Kurtiši
Mensur Kurtiši (tiếng Macedonia: Менсур Куртиши, tiếng Albania: Mensur Kurtishi; sinh 25 tháng 3 năm 1986) là một cầu thủ bóng đá Albania từ Macedonia đang thi đấu cho First Vienna ở Austrian Regional League East. Kurtiši chơi ở vị trí tiền đạo và được gọi lên đội tuyển quốc gia Macedonia vào tháng 5 năm 2010.

## Sự nghiệp
Kurtiši sinh ra tại làng Hotlane gần Kumanovo, nhưng chuyển đến Áo lúc anh 13 tuổi.
Anh bắt đầu sự nghiệp với câu lạc bộ Áo Rapid Wien. Từ 2006 đến 2008 anh chơi ở Parndorf 1919. Tháng Chín 2008 anh ký hợp đồng với câu lạc bộ Áo SC Wiener Neustadt. Tháng Một anh gia nhập Al-Shabaab từ Al-Tawon, ghi một hat-trick trong trận đầu tiên cho Al-Shabab. Câu lạc bộ Perspolis từ Iran ký hợp đồng với anh vào kỳ chuyển nhượng giữa mùa ở giải bóng đá Iran.
Ngày 15 tháng 7 năm 2014, Kurtiši kí hợp đồng 1 năm với Brisbane Roar cho A-League 2014–15. On ngày 15 tháng 1 năm 2015, he was released by the Roar.
Cuối kỳ chuyển nhượng mùa đông, khi là cầu thủ tự do, anh kí hợp đồng 6 tháng với đội bóng Serie B ở Ý A.S. Varese.

## Danh hiệu

### Cá nhân
- Cầu thủ xuất sắc nhất Giải bóng đá hạng nhất quốc gia Áo: 2007–08